# Ямашинский район
Ямашинский район (тат. Ямаши районы) — упразднённая административно-территориальная единица Татарской АССР, существовавшая с 1944 по 1956 год. Административный центр — село Ямаши.

## История
Ямашинский район был образован 19 февраля 1944 года путём выделения из состава Новошешминского и Акташского районов. 7 декабря 1956 года район был ликвидирован, а его территория вновь вошла в состав Акташского и Новошешминского районов.

## Административное деление
На 1 января 1948 года район включал в свой состав 23 сельсовета: Алексеевский, Багряж-Никольский, Больше-Сосновский, Добромышский, Ерсубайкинский, Ерыклинский, Кительгинский, Клементейкинский, Красновидовский, Кузайкинский, Мало-Батрасский, Ново-Еланский, Ново-Троицкий, Олимпиадовский, Полянский, Ракашевский, Тавельский, Тетвельский, Тюгеевский, Урганчинский, Утяшкинский, Шегурчинский, Ямашинский. Территория района составляла 947 кв.км . 